# URAHARA
『URAHARA』（うらはら）は、白組・EMTスクエアード共同制作による日本のオリジナルテレビアニメ作品。2017年10月より12月まで放送された。アメリカ合衆国のアニメ配信サービス「クランチロール」にて連載中の小説『PARK： HARAJUKU Crisis Team!』を原作としている。

## あらすじ
女子高生の須藤りと、白子まり、綿紬ことこは、春休みに原宿で期間限定ショップ「PARK」を開店していた。しかし突然地球に現れたスクーパーズが世界各地の建造物を奪い、原宿にも向かってくる。そこへ哺乳瓶型のロケットが墜落、中から丸野みさとエビフリャーが出てくる。りとたちはみさにもらったアマツマラで戦闘スタイルに変身してスクーパーズを撃破。国際防衛隊のミサイルが原宿に発射されるが、3人の「原宿を守りたい」という思いが空中に巨大なパフェと街を覆うバブルを出現させ、原宿は守られるが外に出られなくなる。
りとたちは繰り返し襲ってくるスクーパーズに亜空間「URAHARA」を展開して戦い、お菓子に変えて食べる。原宿にはまだ人が残っており、3人はクレープ屋のさゆみんと知り合う。だがスクーパーズを食べ続けた3人の体に異変が現れる。みさは自分がスクーパーズであると明かし、エビフリャーは3人がスクーパーズになりつつあると教える。原宿で孤立し、自己承認欲求を満たせないまり、いつまでも3人でいたいと願うことこはスクーパーズを貪り喰う。りとは2人を止めようとするが、さゆみんはスクーパーズのクレープを勧め、りとに拒否されると巨大化してPARKを壊そうとする。諦めたりとはスクーパーズを食べ始める。
急速にスクーパーズ化が進んだりとは、苦しみだし原宿の街を破壊しはじめるが、まりとことこに絵を褒められたことを思い出し正気に返る。3人はスクーパーズの言いなりにはならないと宣言。アマツマラを捨てると体も元に戻る。エビフリャーは捕獲機で3人を宇宙に連れ出そうとするが、みさはそれを拒否し、今の原宿は3人の妄想であると明かす。ショックを受ける3人だったが、改心したみさと和解。激怒したエビフリャーは4人を追い回し、巨大化する。
みさはアマツマラと反応し、大量のビーズを出現させる。りとたちのアイデアで「スーパービーズ猫ちゃん」を出現させることに成功、ついにエビフリャーを倒す。りとたちは空中に浮かんだパフェを壊し、妄想の原宿を消滅させる。みさはエビフリャーとともに地球を去る。廃墟となった現実の原宿でりとたちは再び創作活動を始める。

## 登場人物
須藤りと（すどう りと）
声 - 春奈るな
黒髪ロングヘアにツノのようなものを着けている少女。他人思いの優しい性格。絵を描くのが得意で、ファッションセンスがあり、色々なものを自由に描く。好きなファッションスタイルはストリート。
アマツマラは絵を描くように戦いをイメージできる姿で、パレット型の円盤に乗り筆型の武器を使う。原宿の一角の壁にはりとが描いた絵がある。
両親が離婚してから、原宿で商店を営む祖母と暮らしており、両親とはほとんど交流がない。祖母が商店会の旅行で箱根に行っている間に、スクーパーズの襲撃を受け原宿に閉じ込められた。
白子まり（しらこ まり）
声 - 上坂すみれ
洋服を作るのが上手な女優を夢見るファッショニスタ。ユーモアあふれる性格。髪型は白いシュシュで結んだツインテール。
アマツマラはトドメの一撃となるキャノン砲を持つ。好きなファッションスタイルはロリータ。
雑誌の読者モデルを務め、アイドルを目指しているが、原宿に閉じ込められてからSNSのフォロワーが減っていくのをもどかしく思っている。
綿紬ことこ（わたつむぎ ことこ）
声 - 石見舞菜香
猫耳としっぽをつけている。普段はおっとりしてるが、好奇心旺盛で蝶型のパッドでよく調べ物をしたり、開発をしたりする研究者気質。好きなファッションスタイルはプレッピー。
アマツマラは情報分析型で、パッドで後方支援する。
子供の頃は自分の思い付きや創作を周囲に理解してもらえず悩んでいた。自分の個性を褒めてくれたりととまりを大事に思っている。
丸野みさ（まるの みさ）
声 - 天野心愛
アメリカでスクーパーズに拉致されたと言って現れた謎の少女。スカートの上に丈の短い着物を着て、帯を前で結び、ランドセルを背負っている。語尾に「なんですな」とつける。ことこがりととまりの体に浮かんで消えるあざを調べようとしたときは、データを「異状なし」にこっそり書き換えている。正体は人間に擬態したスクーパーズで、宇宙船の中では「姫様」と呼ばれていた。名前の由来はエビフリャーが持ってきたチラシに書いてあった「丸呑みさ」から。りとたちと交流するうち、文化を奪うのではなく、自ら「素敵になりたい」と思うようになる。りとたちとビーズの指輪を作った経験からクリエイティブの才能に目覚め、アマツマラを使えるようになった。
エビフリャー
声 - 松本保典
普段はみさの首に襟巻のように巻き付いている謎の生物。海老の天ぷらのような姿で言葉を話す。次回予告では実写の海老天に目と口を合成した映像で登場する。りとたちの体に異変が起きると、スクーパーズを食べたことでスクーパーズ化したのが理由と教えた。みさと同じくスクーパーズで、擬態した姿と名前は名古屋の観光ガイドに載っていた「エビフリャー」から。自分に反旗を翻したりとたちに激怒し巨大化して追い回したが、みさが作り出した「スーパービーズ猫ちゃん」にやられ元の大きさに戻った。
さゆみん
声 - 飯田里穂
本名はさゆみ。クレープ屋のお姉さんで、閉鎖された原宿内でクレープを無料で配っている。明るい性格でりとたちの相談役。りとの前で巨大化してスクーパーズのお菓子を食べるのをすすめたが、これはりとたちの妄想であり、最終話では廃墟になった原宿でクレープ屋を再開していた。
DJアオヤマ
声 - REINA SCULLY
新宿から放送しているラジオのDJ。
白子（しらこ）
声 - 伊達朱里紗、森永千才、吉田有里
倒されたスクーパーズから生まれた謎の生物たち。

## 用語
PARK
3人が原宿で開いている期間限定のファッションショップ。
アマツマラ
想像を具現化する物質。いわゆる変身アイテム。練り切りのような形をしている。みさがスクーパーズの元から持ち出したもので、想像力のないスクーパーズには使いこなせない。
スクーパーズ
地球の建物を吸収して奪っている侵略宇宙人。水玉模様のドーム型の体に大きな一つ目という姿。文化を生み出す力のない生命体で、他の星から文化を奪っていた。倒されるとスイーツに変わる。
バブル
3人がミサイルから原宿を守ろうとして、巨大パフェと共に出現させた原宿の半径750mを覆う堅いガラス状の透明なドーム。ラジオの電波を通すが、携帯は繋がらない。更に結界を張ることで亜空間化し「ウラハラ」となる。
巨大パフェ
バブルの空中に浮かぶ巨大パフェ。3人がアマツマラの力を吸収して出現させたもので、アマツマラと同じく想像を具現化させる。スクーパーズの襲撃で廃墟になった原宿を元に戻し、通行人や買い物客まで作り出していた。

## スタッフ
- 原作 - 『PARK： HARAJUKU Crisis Team!』
- 原案 - パトリック・マシアス[3]
- キャラクター原案 - たなか麦[3]
- 監督・アニメーションキャラクター原案・アートディレクション - 久保亜美香[3]
- 演出主任 - 荒川眞嗣[3]
- シリーズ構成 - 高橋ナツコ[3]
- キャラクターデザイン・総作画監督 - 藤田まり子[3]
- メカ / クリーチャーデザイン・メカニック作画監督 - やまだたかひろ[3]
- プロップデザイン・レイアウト監修 - 益田健治
- 美術監督 - 李書九(プロダクションSAKO[4])
- 撮影監督 - 設楽希、塩川智幸
- 色彩設計 - 松山愛子
- 編集 - 新見元希
- 音響監督 - 本山哲[3]
- 音楽 - 岩崎文紀[3]
- 音楽プロデューサー - 野崎圭一[3]
- 音楽制作 - ドッグオンビート
- プロデューサー - 杉多久磨、茂田美穂、榮龍太朗
- アニメーションプロデューサー - 宮本秀晃
- アニメーション制作 - 白組×EMTスクエアード[3]
- 製作 - URAHARA製作委員会（クランチロールSCアニメファンド、バップ）

## 主題歌
オープニングテーマ「アンチテーゼ・エスケイプ」
作詞・作曲 - ORESAMA / 編曲 - 小島英也 / 歌 - 上坂すみれ
エンディングテーマ「KIRAMEKI☆ライフライン」
作詞 - 春奈るな、Saku / 作曲・編曲 - Saku / 歌 - 春奈るな

## 各話リスト
| 話数   | サブタイトル             | 脚本                  | 絵コンテ   | 演出       | 作画監督                                                                            |
| ------ | ------------------------ | --------------------- | ---------- | ---------- | ----------------------------------------------------------------------------------- |
| 第1話  | ドーナツクライシス       | 高橋ナツコ            | 荒川眞嗣   | 鈴木孝聡   | 川上遥、松下じゅんこ、白川茉莉 津熊健徳、中島美子、北村淳一                         |
| 第2話  | ポップコーンパニック     | 高橋ナツコ 渡邊大輔   | 前島健一   | 村山靖     | 徳川恵梨、Shin Hyung Sik、那須野文 永井泰平、Kim Jin Young、Lee Deok Ho 桝井一平    |
| 第3話  | クレープクレービング     | 成田順 高橋ナツコ     | 宇根信也   | 宇根信也   | 加藤壮、福田瑞穂                                                                    |
| 第4話  | アイスクリームフィーバー | 渡邊大輔 高橋ナツコ   | 石井久志   | 秦義人     | 那須野文、谷津美弥子、永井泰平 桝井一平、Lee Deok Ho、大塚あきら 山本径子           |
| 第5話  | グミグミダミー           | 菅原雪絵              | 濁川敦     | 濁川敦     | 中島美子、飯飼一幸、鷲田敏弥 小林利充、梶浦紳一郎、津熊健徳                         |
| 第6話  | コットンハート           | 成田順 高橋ナツコ     | 前島健一   | 神原俊昭   | 那須野文、Kim Jin Young、永井泰平 Shin Hyung Sik、大塚あきら、Lee Sang Jin 野上慎也 |
| 第7話  | サクラモチブルー         | 大草芳樹 高橋ナツコ   | 島津裕行   | 黒田幸生   | 松下順子、白川茉莉、中島美子 小林雅和、川上遥、花輪美幸 STUDIO MASSKET              |
| 第8話  | ファビュラスクレープ     | 大久保昌弘            | 前島健一   | 村山靖     | 那須野文、熊谷香代子、永井泰平 菊地華子、山崎輝彦、丸英男 白川茉莉                  |
| 第9話  | ビターキャンディー       | 成田順                | 石井久志   | 鈴木孝聡   | いとうまりこ                                                                        |
| 第10話 | マルノミクィーン         | 大草芳樹              | 前島健一   | 久保山英一 | 松本勝次、加藤壮、福田瑞穂                                                          |
| 第11話 | エビフライランナウェイ   | 大久保昌弘 高橋ナツコ | 山内東生雄 | 秦義人     | 那須野文、J-cube                                                                    |
| 第12話 | グッバイパフェ           | 高橋ナツコ            | 島津裕行   | 山口美浩   | 鷲田敏弥、熊谷香代子、菊地華子 小林雅和、白川茉莉、丸英男                           |

## 放送局
| 放送期間                      | 放送時間                     | 放送局   | 対象地域 | 備考                        |
| ----------------------------- | ---------------------------- | -------- | -------- | --------------------------- |
| 2017年10月5日 - 12月21日      | 木曜 22:00 - 22:30           | TOKYO MX | 東京都   |                             |
| 2017年10月10日 - 12月26日     | 火曜 0:00 - 0:30（月曜深夜） | BSフジ   | 日本全域 | BS放送 / 『アニメギルド』枠 |
| 2017年12月13日 - 2018年3月7日 | 水曜 21:00 - 21:30           | AT-X     | 日本全域 | CS放送 / リピート放送あり   |

| 配信期間                  | 配信時間             | 配信サイト | 備考           |
| ------------------------- | -------------------- | --- | -------------- |
| 2017年10月4日 - 12月20日  | 水曜 20:00 - 20:30   | AbemaTV 新作TVアニメチャンネル クランチロール bilibili 他各国配信サイト                                                                          | 全世界同時配信 |
| 2017年10月11日 - 12月27日 | 水曜 22：00 - 22：30 | ニコニコ生放送 |                |
|                           | 水曜 22：00 更新     | GYAO! ニコニコチャンネル Rakuten TV ビデオマーケット                                                                                             |                |
| 2017年10月12日 - 12月28日 | 木曜 12：00 更新     | dTV dアニメストア バンダイチャンネル U-NEXT アニメ放題 J:COMオンデマンド ビデオパス ひかりTV TSUTAYA TV Amazonビデオ ムービーフルplus HAPPY!動画 |                |

## BD / DVD
| 巻  | 発売日         | 収録話          | 規格品番   | 規格品番   |
| 巻  | 発売日         | 収録話          | BD         | DVD        |
| --- | -------------- | --------------- | ---------- | ---------- |
| 1   | 2017年12月20日 | 第1話 - 第3話   | VPXY-71567 | VPBY-14663 |
| 2   | 2018年1月24日  | 第4話 - 第6話   | VPXY-71568 | VPBY-14664 |
| 3   | 2018年2月21日  | 第7話 - 第9話   | VPXY-71569 | VPBY-14665 |
| 4   | 2018年3月21日  | 第10話 - 第12話 | VPXY-71570 | VPBY-14666 |
| BOX | 2018年3月21日  | 第1話 - 12話    | VPXY-71586 | VPBY-14687 |

## コラボレーション
2017年に舞台となっている原宿竹下通りでのコラボレーションを行っている。
- 10月14日-10月27日にはアニメ化企画で、アニメ「URAHARA」の横断幕・フラッグの提示、スタンプラリー開催。（2017年10月4日公表）
- 12月21日-12月25日の5日間に竹下通り商店街にて「2017ハッピーウィンター」を開催。抽選会で当作グッズの提供している。（2017年12月20日公表）

2017年11月26日-同年12月20日まで「2.5 SPINNS カフェ×スイーツパラダイス店」にて、コラボカフェを実施した。